# Hollywood Boulevard

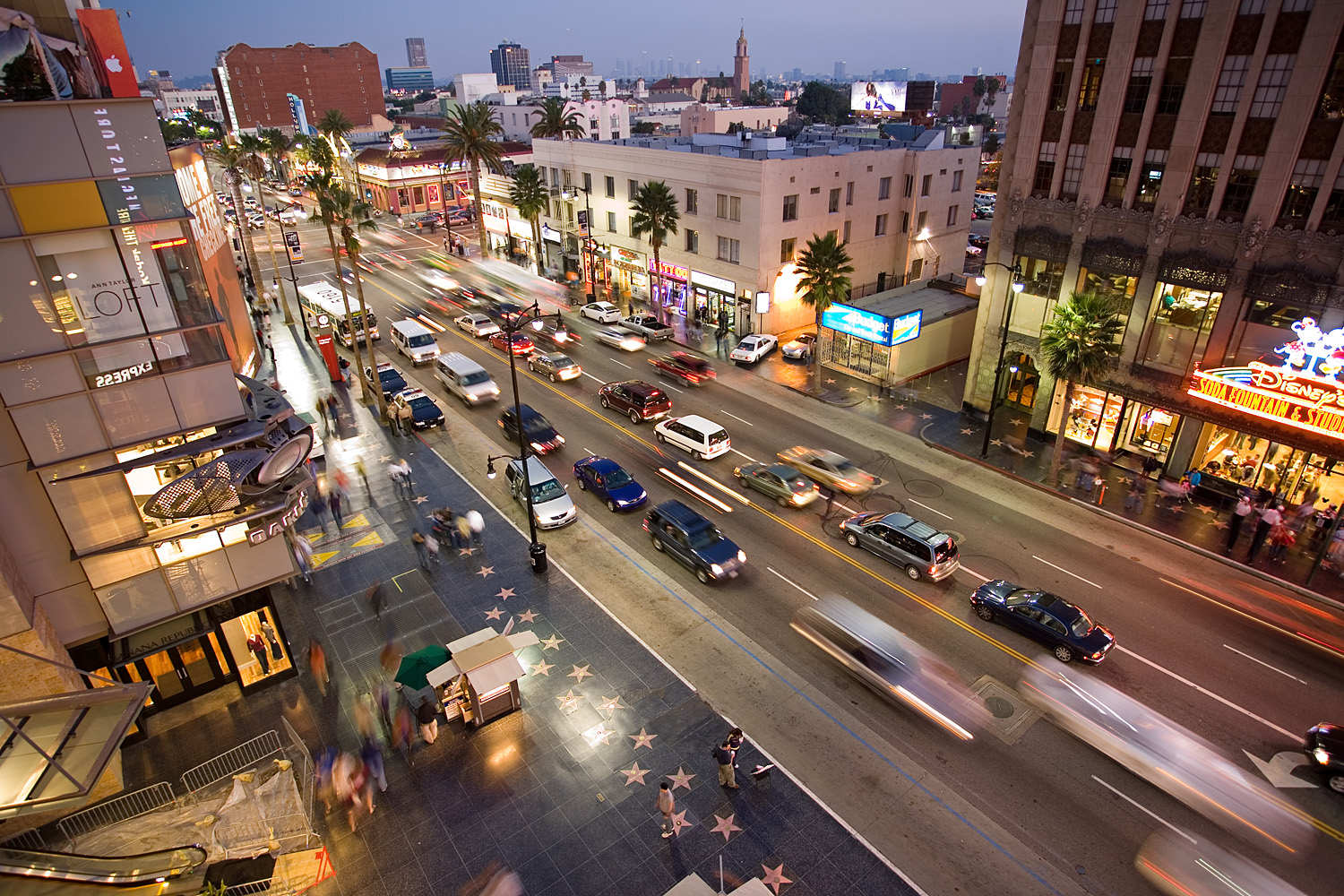
El Hollywood Boulevard visto del techo del Teatro Dolby.

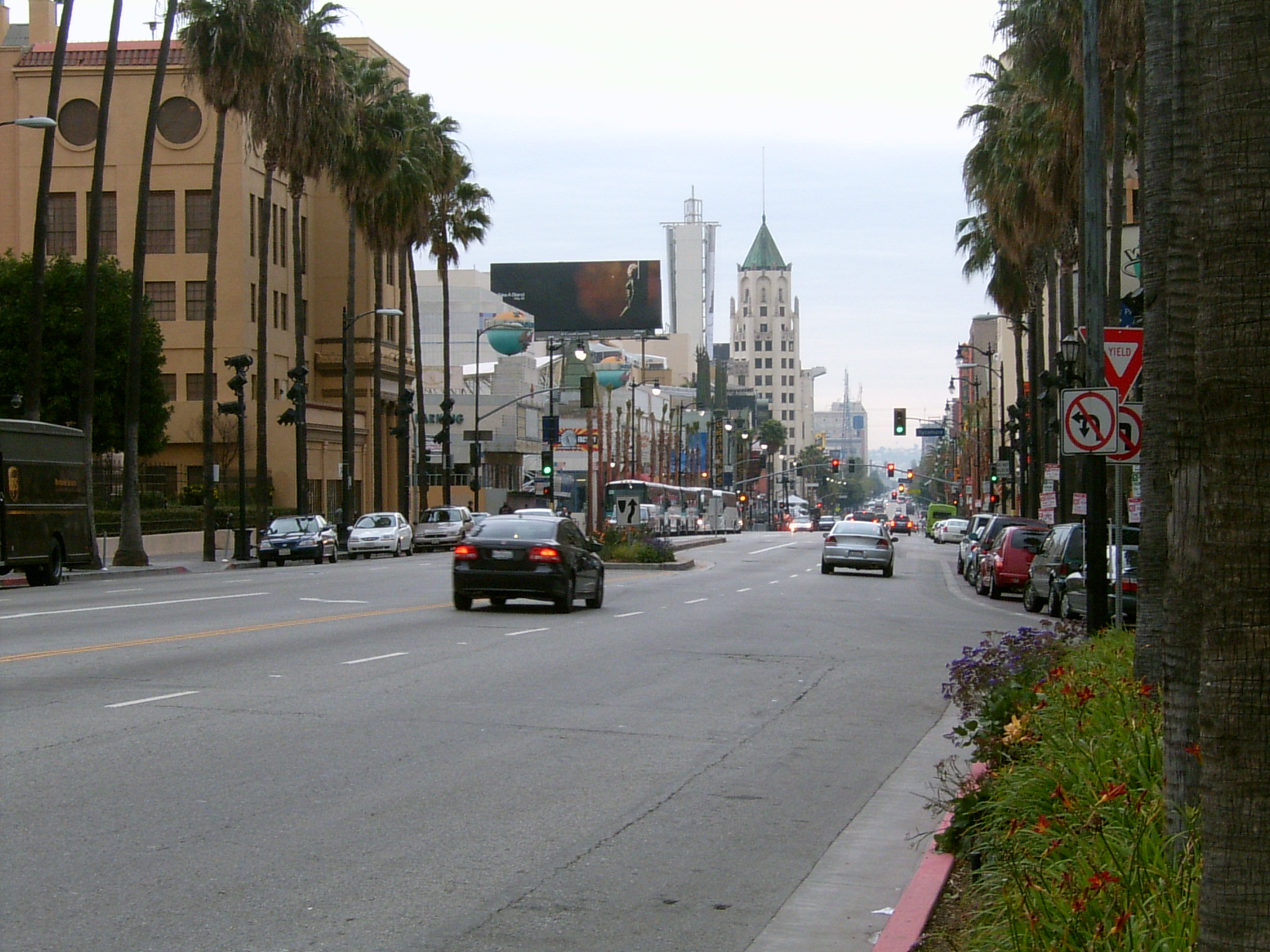
Hollywood Boulevard en la esquina de Hollywood y Highland.

Hollywood Boulevard es una avenida de Los Ángeles, California, Estados Unidos. Corre por el distrito de Hollywood, comienza en Sunset Boulevard en el este y corre hacia el noroeste alcanzando la avenida Vermont, donde se endereza y corre al oeste al llegar a Laurel Canyon Boulevard, convirtiéndose en una pequeña calle residencial.

## Historia
La famosa calle era llamada Avenida Prospect, entre 1887 y 1910, cuando el pueblo de Hollywood se integró a la ciudad de Los Ángeles. Después de la anexión a la ciudad, los números de las direcciones cambiaron de 100 Avenida Prospect a 6400 Hollywood Boulevard, en la avenida Vermont.
En 1958 fue creado el paseo de la fama de Hollywood desde la calle Gower a la avenida La Brea. La primera estrella fue puesta en 1960 como tributo a los artistas que trabajan en la industria del cine. Actualmente se extiende hacia la calle Vine.
La extensión del Metro público, línea roja Subway, abrió en junio de 1999. Corre del Centro de Los Ángeles al Valle de San Fernando. El metro tiene paradas por el Boulevard Hollywood en las esquinas de avenida Western, calle Vine y avenida Highland.
En años recientes ha habido un esfuerzo para tener más limpia el área del bulevar, pues en los años 1980 ganó mala reputación por el crimen y la prostitución. Simultáneamente con la limpieza y renovación del área fue la construcción del complejo de Compras Hollywood and Highland y el Teatro Dolby (casa de los Premios Óscar) en el 2001. La calle sigue siendo un área de interés turístico en Los Ángeles, con nuevos departamentos, tiendas y Hoteles (W Hotel).
Cada año, en el domingo siguiente al Día de Acción de Gracias (tercer jueves de noviembre) se celebra el desfile de Navidad de Los Ángeles por el bulevar desde 1928, con varios artistas del momento.
Existe un Hollywood Boulevard en la ciudad de Hollywood en el estado de Florida y otro en Las Vegas.

## Atracciones
- Bob Hope Square (esquina de Hollywood y Vine)
- Grauman's Chinese Theatre (teatro donde hay huellas de artistas)
- Grauman's Egyptian Theatre
- El Capitan Theatre (teatro de Disney)
- Frederick's of Hollywood (tienda y museo de ropa interior)
- Hollywood and Highland (centro de comercio)
- Hollywood Roosevelt Hotel (hotel histórico)
- Paseo de la Fama de Hollywood (estrellas de artistas famosos)
- Hollywood Wax Museum (museo de figuras hechos de cera)
- Casa Janes
- Teatro Dolby (teatro de los Premios Óscar)
- Templo Masónico  (templo a los masónicos del área)
- Musso & Frank Grill (bar donde se juntan famosos)
- Pantages Theatre (teatro donde hay producciones nacionales)
- Pig 'n Whistle (bar famoso)
- Ripley's Believe It Or Not! Odditorium ripley's
- Centro de cienciología
- Hotel W - Hollywood (esquina Bob Hope Square)
- Museo Madame Tussaud (esquina de Orange y Hollywood, junto al teatro chino)